# やさしくするよりキスをして
「やさしくするよりキスをして」は日本の女性アイドル・渡辺美優紀の楽曲。楽曲は秋元康により作詞、福田貴訓により作曲されている。2014年12月24日に渡辺のソロデビューシングルとしてYou, Be Cool!/KING RECORDSから発売された。

## 背景とリリース
AKB48グループメンバーのソロデビューは、板野友美・前田敦子・岩佐美咲・渡辺麻友・指原莉乃・松井咲子（ピアニスト）・河西智美・柏木由紀・高橋みなみ・倉持明日香・松村香織（SKE48）に続き12人目となり、NMB48メンバーでは初となる。2014年9月17日に日本武道館で開催された『AKB48グループ じゃんけん大会 2014〜拳で勝ち取れ! 1/300ソロデビュー争奪戦〜』で優勝したことを契機に手に入れた。
表題曲は2014年11月28日に放送された『ミュージックステーション』（テレビ朝日）にて音楽番組初披露された。
楽曲のシングルCDは、初回限定盤と通常盤の2種類がリリースされ、それぞれDVDが付属している。また、カップリングには、2位の小嶋陽菜がセンターで、2位 - 16位のじゃんけん選抜メンバー（小嶋陽菜、川本紗矢、岩立沙穂、大和田南那、宮崎美穂、永尾まりや、小谷里歩、柏木由紀、東由樹、荒井優希、朝長美桜、岡田奈々、佐藤妃星、中西智代梨、内田眞由美）による楽曲「春風ピアニッシモ」が収録されている。
楽曲は1980年代のアイドル歌謡曲をモチーフとしており、初回限定盤ジャケットおよびミュージック・ビデオでは聖子ちゃんカットを披露している。
キャッチコピーは、「男の子って意気地なし!」

## イベント
「やさしくするよりキスをして」発売記念イベントが2015年3月7日に横浜国際平和会議場（パシフィコ横浜）で開催された。内容は以下の三種類。
1. フォトセッション&囲み取材会
2. 握手&じゃんけんサイン会
3. ファンミーティング

イベント参加には、初回限定盤に封入されている『発売記念イベント参加抽選券』に記載のシリアルナンバーにて、Aコース（1+3）またはBコース（2+3）のいずれかを選んで応募する方式であった。

## シングル収録トラック
初回限定盤と通常盤の2種類が存在するが、収録内容は同一である。
| #         | タイトル                                       | 作詞      | 作曲             | 編曲           | 時間  |
| --------- | ---------------------------------------------- | --------- | ---------------- | -------------- | ----- |
| 1.        | 「やさしくするよりキスをして」                 | 秋元康    | 福田貴訓         | 若田部誠       | 3:58  |
| 2.        | 「春風ピアニッシモ」(AKB48)                    | 秋元康    | サイトウヨシヒロ | 野中“まさ”雄一 | 5:10  |
| 3.        | 「やさしくするよりキスをして off vocal ver．」 |           | 福田貴訓         | 若田部誠       | 3:58  |
| 4.        | 「春風ピアニッシモ off vocal ver．」           |           | サイヨウヨシヒロ | 野中“まさ”雄一 | 5:08  |
| 合計時間: | 合計時間:                                      | 合計時間: | 合計時間:        | 合計時間:      | 18:16 |

| #  | タイトル                                   | 作詞 | 作曲・編曲 | 監督     |
| -- | ------------------------------------------ | ---- | ---------- | -------- |
| 1. | 「やさしくするよりキスをして Music Video」 |      |            | 三石直和 |
| 2. | 「春風ピアニッシモ Music Video」           |      |            | 丸山健志 |